# Yukarışeyhler, Çüngüş
Yukarışeyhler là một thị trấn thuộc huyện Çüngüş, tỉnh Diyarbakır, Thổ Nhĩ Kỳ. Dân số thời điểm năm 2008 là 1.26 người.